# Elisa Oricchio
Elisa Oricchio (Vallo della Lucania, 1979 ...) è una biologa italiana che ha scoperto il EPHA7 (Ephrin type-A receptor 7) proteina codificata dal gene EPHA7.

## Biografia
Cresciuta nel Cilento, si laurea in Biologia nel 2004 all'Università della Sapienza a Roma, e consegue il dottorato in Nicrobiologia e immunologia medica presso l'Università di Roma Tor Vergata nel 2008. Si trasferisce negli Stati Uniti nel 2009 e fino al 2014 lavora al Memorial Sloan Kettering Cancer Center di New York. Nel 2014 è stata assunta dal Politecnico federale svizzero come ricercatrice per sostenere la creazione del nuovo Swiss Cancer Center a Losanna presso l'Ospedale universitario di Losanna. È stata per lei creata la cattedra di oncologia traslazionale e dal 1 ° novembre 2014, è diventata professore associato presso l'École Polytechnique Fédérale de Lausanne, School of Life Science. Oggi svolge la sua attività di ricerca presso lo Swiss Institute of Experimental Cancer Research.

## Attività scientifica
Ha scoperto il EPHA7 (Ephrin type-A receptor 7) proteina codificata dal gene EPHA7, che regola il recettore tirosina chinasi facente parte della famiglia dei recettori efrine (Ef). 
Questi recettori attivano il gene che codifica il soppressore per il linfoma follicolare.. 
Queste efrine come i recettori Ef sono anche implicati come etichette di posizione capaci di guidare lo sviluppo delle mappe topografiche neurali.
Nell'ultimo decennio ha studiato la organizzazione spaziale della cromatina nei tessuti tumorali e potenziali approcci terapeutici innovativi nei tumori. Presso il EPFL dirige un laboratorio specializzato nella ricerca per integrare sistematicamente analisi genomiche e funzionali per identificare eventi oncogeni nel cancro e sfruttare queste informazioni per la progettazione di nuove terapie.

## Scritti
- Oricchio, Elisa, et. al. (June 2014). "Frequent disruption of the RB pathway in indolent follicular lymphoma suggests a new combination therapy". Journal of Experimental Medicine (New York, New York: The Rockefeller University Press) 211 (7): 1379–1391.
- Schatz JH, Oricchio E, Puvvada SD, Wendel HG, Progress against follicular lymphoma, in Curr. Opin. Hematol., vol. 20, n. 4, 2013,  pp. 320-6, DOI:10.1097/MOH.0b013e3283622ed6, PMC 3881317, PMID 23673338.
- Oricchio E, Katanayeva N, Donaldson MC, Sungalee S, Pasion JP, Béguelin W, Battistello E, Sanghvi VR, Jiang M, Jiang Y, Teater M, Parmigiani A, Budanov AV, Chan FC, Shah SP, Kridel R, Melnick AM, Ciriello G, Wendel HG. Genetic and epigenetic inactivation of SESTRIN1 controls mTORC1 and response to EZH2 inhibition in follicular lymphoma. Sci Transl Med. 2017 Jun 28;9(396):eaak9969. doi: 10.1126/scitranslmed.aak9969. PMID 28659443; PMCID: PMC5559734.
- Battistello E, Katanayeva N, Dheilly E, Tavernari D, Donaldson MC, Bonsignore L, Thome M, Christie AL, Murakami MA, Michielin O, Ciriello G, Zoete V, Oricchio E. Pan-SRC kinase inhibition blocks B-cell receptor oncogenic signaling in non-Hodgkin lymphoma. Blood. 2018 May 24;131(21):2345-2356. doi: 10.1182/blood-2017-10-809210. Epub 2018 Mar 22. PMID 29567799; PMCID: PMC5969377.
- Collier MC, Sungalee S, Zufferey M, Tavernari D, Katanayeva N, Battistello E, Mina M, Douglass KM, Rey T, Raynaud F, Manley S, Ciriello G, Oricchio E. EZH2 oncogenic mutations drive epigenetic, transcriptional, and structural changes within chromatin domains. Nat Genet. 2019 Mar;51(3):517-528. doi: 10.1038/s41588-018-0338-y. Epub 2019 Jan 28. PMID 30692681.
- Farinha P, Coukos G, Gfeller D, Mottok A, Kridel R, Correia BE, Steidl C, Bassani-Sternberg M, Ciriello G, Zoete V, Oricchio E. Cathepsin S Regulates Antigen Processing and T Cell Activity in Non-Hodgkin Lymphoma. Cancer Cell. 2020 May 11;37(5):674-689.e12. doi: 10.1016/j.ccell.2020.03.016. Epub 2020 Apr 23. PMID 32330455.
- S, Liu Y, Lambuta RA, Katanayeva N, Donaldson Collier M, Tavernari D, Roulland S, Ciriello G, Oricchio E. Histone acetylation dynamics modulates chromatin conformation and allele-specific interactions at oncogenic loci. Nat Genet. 2021 May;53(5):650-662. doi: 10.1038/s41588-021-00842-x. Epub 2021 May 10. PMID 33972799.
- Oricchio E. Chromatin organization in red triangles. Nat Rev Genet. 2023 Feb 2. doi: 10.1038/s41576-023-00582-0. Epub ahead of print. PMID 36732639.
- RA, Nanni L, Liu Y, Diaz-Miyar J, Iyer A, Tavernari D, Katanayeva N, Ciriello G, Oricchio E. Whole-genome doubling drives oncogenic loss of chromatin segregation. Nature. 2023 Mar 15. doi: 10.1038/s41586-023-05794-2. Epub ahead of print. PMID 36922594.